# Zdeněk Uher
Zdeněk Uher (* 27. února 1936 Holoubkov) je bývalý český hokejista a trenér.
S hokejem začínal v rodném Holoubkově, kde nastupoval v letech 1949–1953 za tým Kovosvit Holoubkov. Od roku 1953 hrál tři roky za Škoda Plzeň. Následně dva roky za Duklu Jihlavu, poté opět dva roky za Plzeň. Od roku 1960 nastupoval za Teslu Pardubice, v roce 1964 přestoupil do Tatra Kolín a o čtyři roky později do TIBA Dvůr Králové, kde hrál do roku 1971, kdy ukončil aktivní kariéru.
Jako trenér byl v letech 1994–1997 jako asistentem Luďka Bukače v české reprezentaci.
V roce 2019 byl uveden do Síně slávy českého hokeje.